# The Arizona Republic
The Arizona Republic è un quotidiano statunitense pubblicato dal 1890 a Phoenix e distribuito in tutta l'Arizona. Dalla data della fondazione, nel 1890, fino al 1930, è stato chiamato The Arizona Republican.

## Storia
Il giornale fu fondato nel 1890 come The Arizona Republican, nome che cambiò in The Arizona Republic nel 1930. Inizialmente circolò nella città di Phoenix, la capitale dell'allora Territorio dell'Arizona. Dalle sue pagine e dai suoi editoriali, il giornale sostenne gli sforzi per creare lo stato dell'Arizona, un fatto accaduto nel 1912. Nel 1946, il giornale fu acquisito da Eugene Pulliam, che acquistò anche i giornali The Phoenix Gazette e Arizona Weekly Gazette. Alla fine degli anni '90, il giornale ha lanciato la sua versione elettronica sul sito Azcentral.com. Attualmente, il giornale è di proprietà di Gannett, una società che pubblica il popolare USA Today e altri giornali regionali come The Cincinnati Enquirer, The Indianapolis Star e Detroit Free Press. A Phoenix, AzCentral pubblica anche La Voz, un giornale in spagnolo per la percentuale significativa di ispanici residenti nello stato.

## Orientamento
Giornale storicamente repubblicano, avendo ad esempio chiamato a votare per George W. Bush nel 2000 e 2004 e John McCain nel 2008, suscita sorpresa il 27 settembre 2016 chiamando a votare per la candidata democratica Hillary Clinton contro il candidato repubblicano Donald Trump. Come The Cincinnati Enquirer o The Dallas Morning News, questa è la prima volta nei suoi 126 anni di esistenza che il giornale sostiene un candidato democratico per le elezioni presidenziali.